# کوندووو (بلغارستان)
کوندووو (به بلغاری: Kondovo) یک منطقهٔ مسکونی در بلغارستان است که در ایوالوفگراد واقع شده‌است.